# Mount Taylor (Antarktika)
Mount Taylor ist ein massiger und 1000 m hoher Berg mit abgeflachtem Gipfel und steilen Klippen an der Nordostflanke. Er ragt 4 km westsüdwestlich des Kopfendes der Hope Bay an der nordöstlichen Spitze der Antarktischen Halbinsel auf.
Entdeckt wurde der Berg bei der Schwedischen Antarktisexpedition (1901–1903) unter der Leitung des Polarforschers Otto Nordenskjöld. Der Falkland Islands Dependencies Survey (FIDS) kartierte ihn im Jahr 1946. Das UK Antarctic Place-Names Committee benannte ihn 1948 nach dem britisch-kanadischen Landvermesser Andrew Taylor (1907–1993), Leiter der Station des FIDS in der Hope Bay im Jahr 1945.